# Greinz
Greinz ist ein deutschsprachiger Familienname.

## Herkunft und Bedeutung
Greinz ist neben Krainz und Kreinz eine Variante des slowenischen Familiennamens Krajnc, welcher die Bedeutung „Person aus Krain“ hat.

## Namensträger
- Christian Greinz (1863–1937), österreichischer Historiker
- Hermann Greinz (1879–1938), Verfasser von Dramen, Novellen und Kurzerzählungen
- Hugo Greinz (1873–1946), österreichischer Schriftsteller und Journalist
- Rudolf Greinz (1866–1942), österreichischer Schriftsteller